# STAYC
STAYC (en hangul, 스테이씨; romanización revisada, Seuteissi; un acrónimo de Star to a Young Culture) es un grupo femenino surcoreano de K-pop formado por la compañía High Up Entertainment. Está compuesto por seis miembros: Sumin, Sieun, Isa, Seeun, Yoon y J. Debutaron con el álbum sencillo Star to a Young Culture, lanzado el 12 de noviembre de 2020.

## Nombre
El nombre del grupo, STAYC, es un acrónimo de «Star to a Young Culture» y tiene dos significados: «querer ser un referente para las nuevas generaciones» y «reflejar su objetivo de dominar la cultura pop».

## Historia

### 2016-2019: Formación y antecedentes
Sieun era bien conocida antes de debutar como hija del veterano cantante Park Nam-jung y por sus papeles en dramas como The Good Wife, Queen for Seven Days y The Crowned Clown. Ganó el premio a la actuación juvenil en los SBS Drama Awards del 2018 por su papel en Still 17.
Seeun también era conocida como actriz, apareciendo en programas como The Guardians y Circle.
Antes de debutar, STAYC era conocida como High Up Girls, llamada así por su compañía, High Up Entertainment. Los miembros, junto con los aprendices sin éxito Chang Chien-Chien ("Lydia") y Kim Min Jung, aparecieron en la docuserie de Youtube Originals K-Pop Evolution durante los últimos meses de su entrenamiento antes del debut.

### 2020: Debut conStar to a Young Culture
El 8 de septiembre de 2020 se anunció que High Up Entertainment debutaría con su primer grupo de chicas, con Sieun como su primer miembro. El 9 de septiembre de 2020, se revelaron las fotos de perfil de tres miembros confirmados: Sieun, Seeun y Sumin.
El 11 de octubre, High Up Entertainment anunció que el grupo debutaría el 12 de noviembre de 2020 y a sus tres últimos miembros: Isa, J y Yoon. Ellas fueron reveladas a través de películas prólogos el 12, 13 y 14 de octubre respectivamente. El 22 de octubre, se anunció que el título de su álbum sencillo sería Star to a Young Culture, con el sencillo principal «So Bad». El programa teaser se publicó el mismo día. Se anunció que el álbum sencillo sería producido por Black Eyed Pilseung, conocido por éxitos anteriores como «TT», «Touch My Body», «Roller Coaster» y «Dumhdurum».

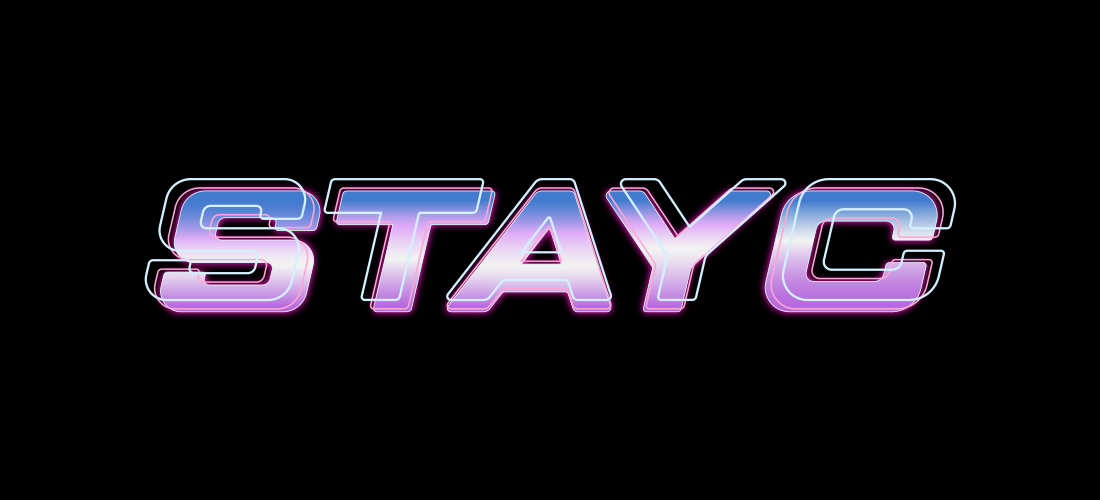
El logo oficial de STAYC

El dúo de productores describió el sonido del grupo como "Teen Fresh", una combinación de "Teen" y "Fresh", destacando los «colores vocales individuales únicos» del grupo. Antes del lanzamiento del álbum, las promociones se realizaban a través de la página de YouTube de 1theK. Estos incluyeron versiones de baile de grupos como Blackpink, BTS y Stray Kids, que recibieron más de 1 millón de visitas, y una versión vocal de canciones de Twice y Red Velvet que recibieron más de 2 millones de visitas.
El 12 de noviembre, se lanzó el vídeo musical del sencillo principal del álbum, «So Bad», que recibió más de 2.6 millones de visitas en las primeras 24 horas. Su álbum fue lanzado el mismo día, vendiendo más de 4.300 copias en su primer día, la mayor cantidad para un grupo de chicas que hizo su debut en 2020. Continuó vendiendo más de 10.000 copias en su primera semana, convirtiéndose en el primer álbum debut de un grupo femenino en 2020 en poder lograrlo. Promocionaron el álbum a través de un showcase de debut en V Live, promocionando tanto el sencillo principal, «So Bad» como el lado B, «Like This». El grupo hizo su debut en el programa musical Music Bank el 13 de noviembre de 2020, que fue seguida con presentaciones en los programas Show Champion, Inkigayo y The Show. El álbum debutó en el puesto 17 en la lista semanal de Gaon Album Chart. «So Bad» debutó en el número 90 en el K-pop Hot 100 de Billboard y en el número 21 en la lista mundial de ventas de canciones digitales.

### 2021-2022:Staydom,Stereotype,Young-Luv.comyWe Need Love
El 8 de abril de 2021 lanzaron su segundo álbum sencillo, Staydom, junto con el sencillo principal «ASAP». El vídeo musical de «ASAP» se lanzó consecutivamente con el álbum y alcanzó 20 millones de visitas en nueve días. El sencillo también entró en la lista semanal de Billboard K-pop 100. Staydom vendió 56.198 copias en su primer mes. 
El 6 de septiembre, el grupo publicó su primer EP, Stereotype, con el sencillo del mismo nombre. El vídeo musical alcanzó 30 millones de visitas en 21 días. El álbum registró unas ventas de más de 114.000 copias en su primera semana. El 14 de septiembre, el grupo recibió su primer trofeo de espectáculo musical en el programa The Show SBS MTV con una puntuación global de 8.760 puntos.

### 2023-presente:Teddy Bear,Teenfresh,Metamorphic,...lyS
El 31 de enero de 2025, STAYC anunció que se embarcarán en su gira, Stay Tuned Tour. El 18 de marzo publicaron su quinto álbum sencillo S con el sencillo principal «Bebe». El 23 de julio lanzarán un álbum sencillo especial titulado I Want It.

## Integrantes
- Sumin (수민)
- Sieun (시은)
- Isa (아이사)
- Seeun (세은)
- Yoon (윤)
- J (재이)

## Discografía
- Metamorphic (2024)

## Videografía
| Año     | Título                       | Director(es)                       | Ref.    |         |         |         |         |
| Coreano | Coreano                      | Coreano                            | Coreano | Coreano | Coreano | Coreano | Coreano |
| ------- | ---------------------------- | ---------------------------------- | ------- | ------- | ------- | ------- | ------- |
| 2020    | «So Bad»                     | Minjun Lee, Hayoung Lee (MOSWANTD) | [ 15 ]  |         |         |         |         |
| 2020    | «ASAP»                       | Sa-min Han (Dextor Lab)            | [ 16 ]  |         |         |         |         |
| 2021    | «Stereotype»                 | Woogie Kim (MOTHER)                | [ 17 ]  |         |         |         |         |
| 2022    | «RUN2U»                      | Woogie Kim (MOTHER)                | [ 18 ]  |         |         |         |         |
| 2022    | «Beautiful Monster»          | Flexible pictures                  | [ 19 ]  |         |         |         |         |
| 2023    | «Teddy Bear»                 | NOVV KIM (NOVV)                    | [ 20 ]  |         |         |         |         |
| 2023    | «Bubble»                     |                                    |         |         |         |         |         |
| Japonés |                              |                                    |         |         |         |         |         |
| 2022    | «Poppy»                      | NOVV KIM (NOVV)                    | [ 21 ]  |         |         |         |         |
| 2023    | «Teddy Bear» (japanese ver.) | 88GH (KEEPUSWEIRD)                 | [ 22 ]  |         |         |         |         |